# Bande (Cavriana)
Bande (Bànt in dialetto alto mantovano) è una frazione del comune di Cavriana, in provincia di Mantova.
Scavi archeologici effettuati nella zona a fine Ottocento hanno individuato tracce di insediamenti palafitticoli preromani e romani e reperti risalenti all'età del rame.

## Origini del nome
Dal latino bandum, che stava ad indicare i terreni improduttivi abbandonati.

## Monumenti e luoghi d'interesse
- Sito palafitticolo Bande di Cavriana, della Età del Bronzo inserito nel 2011 nella lista del Patrimonio dell'Umanità dell'UNESCO, nell'ambito del sito seriale transnazionale Siti palafitticoli preistorici attorno alle Alpi.[3] I materiali e le ricostruzioni strutturali sono conservati presso il Museo archeologico dell'alto mantovano a Cavriana.